# Variable Algol
Variables Algol o binàries del tipus Algol són una classe d'estrelles binàries eclipsants. Quan el component més fred passa per davant del més calent, una part de la llum d'aquesta darrera resulta bloquejada, i l'esclat de la binària, és vist des de la Terra, temporalment minvant. Aquest és el mínim primari de la binària. L'esclat total pot també disminuir, però menys, quan el component més calent passa pel front de la més freda; aquest és un mínim secundari.
El període, o lapse de temps entre dos mínims primaris, és molt regular, ve determinat pel període de revolució de la binària, és el temps que estan les dues components a orbitar l'una voltant l'altra. La majoria de variables Algol són binàries molt tancades i, per tant, el seu període és curt, típicament de pocs dies. El període més curt conegut és 0,145 dies (VZ Scultoris); el més llarg és de 9892 dies (27 anys, Èpsilon Aurigae).
Les estrelles components de les binàries Algol són esfèriques, o lleugerament el·lipsoïdals. Això les distingeix de les anomenades variables beta Lyrae i variables W Ursae Majoris, on els dos components són tan pròxims que els efectes gravitacionals produeixen series deformacions en ambdues estrelles. Generalment les amplituds de les variacions de l'esclat són de l'ordre d'una magnitud, la variació més llarga coneguda és de 3,4 magnituds (V342 Aquilae).
El prototipus de les estrelles variables Algol és l'estrella d'aquest mateix nom, o anomenada també beta Persei. Això fou descobert en el 1669 per Geminiano Montanari. El mecanisme pel que és variable fou explicat correctament per John Goodricke en el 1782.
Actualment es coneixen milers de binàries Algol: la darrera edició del Catàleg General d'Estrelles Variables (2003) en llista 3.554 (9% de totes les estrelles variables). A la llista d'estrelles variables conegudes es donen algunes dades interessants sobre les variables Algol.